# Europawahl in Litauen 2019
Die Europawahl in Litauen 2019 fand am 26. Mai 2019 im Rahmen der EU-weiten Europawahl 2019 statt. In Litauen wurden 11 Mandate im Europäischen Parlament vergeben.
Wie bei den Wahlen zuvor war für den gleichen Tag die Stichwahl der Wahl des litauischen Präsidenten anberaumt.

## Ausgangslage
- S&D: 2
- G/EFA: 1
- ALDE: 3
- EVP: 3
- EKR: 1
- EFDD: 1

Zum Zeitpunkt der Wahl waren folgende litauische Parteien im Seimas in Fraktionsstärke oder im Europaparlament vertreten:
| Partei                                            | Abk.   | Europäische Partei/Fraktion | Sitze EP | Sitze Seimas |
| ------------------------------------------------- | ------ | --------------------------- | -------- | ------------ |
| Tėvynės Sąjunga – Lietuvos krikščionys demokratai | TS-LKD | EVP                         | 2        | 31           |
| Lietuvos socialdemokratų partija                  | LSDP   | SPE/S&D                     | 2        | 8            |
| Tvarka ir teisingumas                             | TT     | –                           | –        | 7            |
| Lietuvos Respublikos liberalų sąjūdis             | LRLS   | ALDE                        | 1        | 12           |
| Darbo partija (leiboristai)                       | DP     | ALDE                        | 1        | 1            |
| Lietuvos lenkų rinkimų akcija                     | LLRA   | AKRE/EKR                    | 1        | 8            |
| Lietuvos socialdemokratų darbo partija            | LSDDP  | –                           | –        | 11           |
| Lietuvos valstiečių ir žaliųjų sąjunga            | LVZS   | –/Grüne/EFA                 | 1        | 54           |
| Šaukiu aš tautą                                   |        | –/EFDD                      | 1        | –            |

Parteilose Abgeordnete im Europaparlament waren:
- Antanas Guoga (gewählt für LRLS) in der EVP-Fraktion
- Valentinas Mazuronis (gewählt für TT, später DP) in der ALDE-Fraktion

## Ergebnis
| Listen                                                    | Listen                                                                                               | Stimmen   | %    | +/-   | Mandate | +/- |
| --------------------------------------------------------- | --- | --------- | ---- | ----- | ------- | --- |
|                                                           | Tėvynės sąjunga – Lietuvos krikščionys demokratai (TS-LKD)                                           | 248.736   | 18,7 | +2,3  | 3       | +1  |
|                                                           | Lietuvos socialdemokratų partija (LSDP)                                                              | 200.105   | 15,0 | +6,0  | 2       | ±0  |
|                                                           | Lietuvos valstiečių ir žaliųjų sąjunga (LVŽS)                                                        | 158.190   | 11,9 | −1,4  | 2       | +1  |
|                                                           | Darbo partija (DP)                                                                                   | 113.243   | 8,5  | −3,4  | 1       | ±0  |
|                                                           | Lietuvos Respublikos liberalų sąjūdis (LRLS)                                                         | 83.083    | 6,2  | −10,0 | 1       | −1  |
|                                                           | Visuomeninis rinkimų komitetas „Aušros Maldeikienės traukinys“ (AMT)                                 | 82.005    | 6,2  | Neu   | 1       | Neu |
|                                                           | Krikščioniškų šeimų sąjungos ir Rusų aljanso koalicija – „Valdemaro Tomaševskio blokas“ (LLRA – LRS) | 69.347    | 5,2  | Neu   | 1       | Neu |
|                                                           | Lietuvos centro partija (LCP)                                                                        | 64.595    | 4,8  | Neu   | –       | Neu |
|                                                           | Visuomeninis rinkimų komitetas „Prezidento Rolando Pakso judėjimas“                                  | 50.410    | 3,8  | Neu   | –       | Neu |
|                                                           | Visuomeninis rinkimų komitetas „Vytautas Radžvilas: susigrąžinkime valstybę!“                        | 42.228    | 3,2  | Neu   | –       | Neu |
|                                                           | Tvarka ir teisingumas (TT)                                                                           | 34.442    | 2,6  | −11,5 | –       | −2  |
|                                                           | Lietuvos socialdemokratų darbo partija (LSDDP)                                                       | 29.706    | 2,2  | Neu   | –       | Neu |
|                                                           | Lietuvos žaliųjų partija (LŽP)                                                                       | 28.562    | 2,1  | −1,3  | –       | ±0  |
|                                                           | Lietuvos laisvės sąjunga (liberalai) (LLSL)                                                          | 24.143    | 1,8  | Neu   | –       | Neu |
|                                                           | Visuomeninis rinkimų komitetas „Stipri Lietuva vieningoje Europoje“                                  | 16.850    | 1,3  | Neu   | –       | Neu |
|                                                           | Visuomeninis rinkimų komitetas „Lemiamas šuolis“                                                     | 14.309    | 1,1  | Neu   | –       | Neu |
| Ungültige Stimmen                                         | Ungültige Stimmen                                                                                    | 72.066    | 5,4  | –0,1  | –       | –   |
| Gesamt                                                    | Gesamt                                                                                               | 1.332.020 | 100  |       | 11      | –   |
|                                                           | |           |      |       |         |     |
| Gültige Stimmen                                           | Gültige Stimmen                                                                                      | 1.259.954 | –    | –     |         |     |
| Wähler                                                    | Wähler                                                                                               | 1.332.020 | 53,5 | +6,1  |         |     |
| Wahlberechtigte                                           | Wahlberechtigte                                                                                      | 2.490.542 |      |       |         |     |
|                                                           | |           |      |       |         |     |
| Quelle: Lietuvos Respublikos vyriausioji rinkimų komisija | |           |      |       |         |     |

## Fraktionen im Europäischen Parlament

### Nach Parteien
| Liste/Partei                   | Liste/Partei                                           | Liste/Partei                                      | Liste/Partei                                                | Mandate | Fraktion |
| ------------------------------ | ------------------------------------------------------ | ------------------------------------------------- | ----------------------------------------------------------- | ------- | -------- |
|                                | Tėvynės sąjunga – Lietuvos krikščionys demokratai      | Tėvynės sąjunga – Lietuvos krikščionys demokratai | Tėvynės sąjunga – Lietuvos krikščionys demokratai           | 3 / 11  | EVP      |
|                                | Lietuvos socialdemokratų partija                       | Lietuvos socialdemokratų partija                  | Lietuvos socialdemokratų partija                            | 2 / 11  | S&D      |
|                                | Lietuvos valstiečių ir žaliųjų sąjunga                 | Lietuvos valstiečių ir žaliųjų sąjunga            | Lietuvos valstiečių ir žaliųjų sąjunga                      | 2 / 11  | G/EFA    |
|                                | Darbo partija                                          | Darbo partija                                     | Darbo partija                                               | 1 / 11  | RE       |
|                                | Lietuvos Respublikos liberalų sąjūdis                  | Lietuvos Respublikos liberalų sąjūdis             | Lietuvos Respublikos liberalų sąjūdis                       | 1 / 11  | RE       |
|                                | Aušros Maldeikienės traukinys                          | Aušros Maldeikienės traukinys                     | Aušros Maldeikienės traukinys                               | 1 / 11  | EVP      |
|                                | Krikščioniškų šeimų sąjungos ir Rusų aljanso koalicija |                                                   | Lietuvos lenkų rinkimų akcija – Krikščioniškų šeimų sąjunga | 1 / 11  | EKR      |
|                                |                                                        |                                                   |                                                             |         |          |
| Quelle: Europäisches Parlament |                                                        |                                                   |                                                             |         |          |

### Nach Fraktionen
| Partei | Partei                                                     | Sitze  | Sitze | Sitze   |
| Partei | Partei                                                     | Anzahl | +/−   | %       |
| ------ | ---------------------------------------------------------- | ------ | ----- | ------- |
|        | Europäische Volkspartei (EVP)                              | 4      | +2    | 36,36 % |
|        | Progressiven Allianz der Sozialdemokraten (S&D)            | 2      | ±0    | 18,18 % |
|        | Renew Europe (RE)                                          | 2      | –1    | 18,18 % |
|        | Die Grünen/Europäische Freie Allianz (Grüne/EFA)           | 2      | +1    | 18,18 % |
|        | Europäische Konservative und Reformer (EKR)                | 1      | ±0    | 9,09 %  |
|        | Vereinte Europäische Linke/Nordische Grüne Linke (GUE/NGL) | 0      | ±0    | —       |
|        | Identität und Demokratie (ID)                              | 0      | Neu   | —       |
|        | fraktionslos                                               | 0      | −2 *  | —       |
| Gesamt | Gesamt                                                     | 11     | —     | 100,0   |